# Satine Phoenix
Satine Phoenix (született Christina Herminia Balleau) (Olongapo, Luzon, Fülöp-szigetek, 1980. május 22. –) filippinó születésű amerikai fotómodell, képzőművész, pornószínésznő, többféle műfaj, köztük a fétis képviselője. Emellett festőként, illusztrátorként is dolgozik.

## Származása
Christina Herminia Balleau 1980. május 22-én született a Fülöp-szigeteken, a Luzon szigeti Olongapo községben. Apja az amerikai hadsereg ott állomásozó, szicíliai születésű katonája, anyja a helybéli filippinó etnikumból származott. A kaliforniai Sacramentóban nevelkedett. Életének legnagyobb részét San Franciscóban élte, interjúkban „öbölbéliként” (azaz a San Francisco-öböl őslakójaként) határozza meg önmagát.

## Pályafutása
A képzőművészet érdekelte, ezért a középiskola elvégzése után San Franciscóba ment. A művészeti akadémiára (Academy of Art College) járt, számítógépes grafikát és animációt, továbbá szobrászatot tanult. e. Ebben a szakmában kezdett dolgozni, egy nagy informatikai kutató cégnél, de mellékesen sztriptíz-táncosnőként is fellépett előbb Chicagóban, aztán San Franciscóban.
2006-ban talált rá a pornófilm-ipar. Művésznevének első tagját (Satine) a 2001-es Moulin Rouge! filmmusicalben szereplő, körülrajongott prostituált nevéből kölcsönözte (akit Nicole Kidman alakított), másfelől Kurt Vonnegut Kékszakáll (Bluebeard) c. novellájában a Satine Duralux festmény neve ihlette meg. A művésznév második tagját a görög és kínai mitológia főnixmadarának neve ihlette. A klasszikus pornóműfajok mellett Satine Phoenix nagy érdeklődéssel vetette bele magát szado-mazo és a megkötözős (bondage) előadói műfajokba. A 2010-es Bondage Awards díjosztón negyedik helyre jutott a műfaj legjobb színésznőinek listáján (Best Comic Artist).
2006-ban az AlterNet honlapon róla megjelent riportban Annalee Newitz újságírónő úgy jellemezte Phoenix-et, mint akinek „megvan a képzettsége és képessége, hogy többféle pálya közül választhasson, ezt azért választotta, mert tetszik neki.”
Satine Phoenix az e műfajban mozgó képzőművészek között is népszerű. Több portré és szobor készült róla, így például megfestette őt Karl Backman svéd punk festőművész,
és megörökítette Chad Michael Ward amerikai fotográfus.
2008-ban szerepelt WE-TV Secret Lives of Women c. beszélgető műsor-sorozatának egyik adásában, szerepelt a Fox TV The Morning Show with Mike and Juliet műsorában is.
In 2013 szerepelt Javier Grillo-Marxuach rendező Minótaurosz (Minotaur) c. rövidfilmjében.
Képzőművészként is tevékenykedik, performanszokat tart testfestésből, élő bondage jelenetek technikáiból. Műveit internetes honlapján át árusítja. A KSEXradio nevű rádióadón heti rendszerességű műsora van.

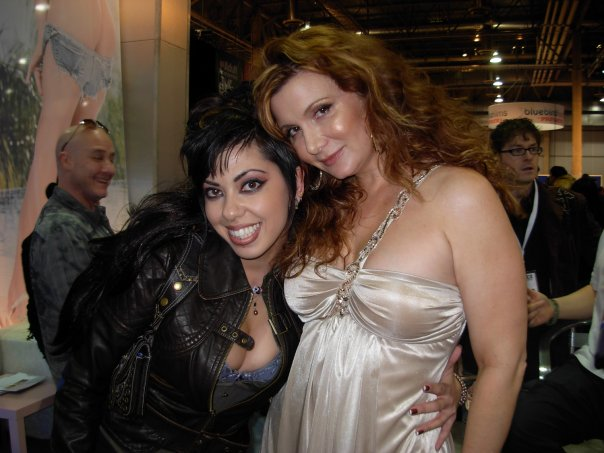
Satine Phoenix és Nica Noelle az AVN Adult Entertainment Expón; (2010)

## Magánélete
Satine Phoenix – még pornófilmes karrierje előtt – férjnél volt, de elvált. Étkezési szokásait csaknem kizárólag vegánnak mondja. Nyitott a biszexualitásra, hosszú időn át együtt élt Nica Noelle filmrendezővel és pornószínésznővel, aki a Sweetheart Video Stúdión keresztül több leszbikus pornófilmben is szerepeltette Phoenixet, és nyilatkozataiban múzsájaként aposztrofálta őt.
Testi adatai: Magassága 173 cm (5’8’’), testsúlya 58,5 kg (129 font), testméretei 34B-26-36. Szeme fekete, haja fekete / sötétbarna.

## Díjai
- 2007: Adultcon díjra jelölve (Hardcore Training #6 – Best Actress / Intercourse Performance)[21]
- 2008 Sexopolis Díj – Best Sex Kitten[22]

## Filmszerepei (kivonat)
Összesen kb. 100 filmben szerepelt (2014).
- 2006 Pussy Foot’n 17
- 2007 The 4 Finger Club 23
- 2007 Women Seeking Women 31,35
- 2008 Women Seeking Women 45
- 2008 Lesbian Adventures of Satine Phoenix
- 2009 Lesbian Adventures
- 2010 Sex Slaves
- 2011 Anastasia Pierce Is All Tied Up